# Police Academy
Pour les articles homonymes, voir Police Academy (homonymie).
Pour plus de détails, voir Fiche technique et Distribution.
Police Academy est une série de sept films créée d'après les personnages de Neal Israel et Pat Proft, et produite par The Ladd Company et Warner Bros. Elle raconte sur le ton de l'humour burlesque l'histoire d'une académie de police ouverte à tout citoyen qui veut s'y inscrire, sans examen d'entrée préalable.

## Les films
- Police Academy (Hugh Wilson, 1984)
- Police Academy 2 : Au boulot ! (Jerry Paris, 1985)
- Police Academy 3 : Instructeurs de choc (Jerry Paris, 1986)
- Police Academy 4 : Aux armes citoyens (Jim Drake, 1987)
- Police Academy 5 : Débarquement à Miami Beach (Alan Myerson, 1988)
- Police Academy 6 : S.O.S. ville en état de choc (Peter Bonerz, 1989)
- Police Academy : Mission à Moscou (Alan Metter, 1994)

## Distributions
| Personnages        | Police Academy (1984) | Police Academy 2 (1985) | Police Academy 3 (1986) | Police Academy 4 (1987) | Police Academy 5 (1988) | Police Academy 6 (1989) | Police Academy 7 (1994) | Police Academy (série TV) (1997-1998) |
| ------------------ | --------------------- | ----------------------- | ----------------------- | ----------------------- | ----------------------- | ----------------------- | ----------------------- | ------------------------------------- |
| Carey Mahoney      | Steve Guttenberg      | Steve Guttenberg        | Steve Guttenberg        | Steve Guttenberg        |                         |                         |                         |                                       |
| Moses Hightower    | Bubba Smith           | Bubba Smith             | Bubba Smith             | Bubba Smith             | Bubba Smith             | Bubba Smith             |                         | Bubba Smith                           |
| Larvell Jones      | Michael Winslow       | Michael Winslow         | Michael Winslow         | Michael Winslow         | Michael Winslow         | Michael Winslow         | Michael Winslow         | Michael Winslow                       |
| Eugene Tackleberry | David Graf            | David Graf              | David Graf              | David Graf              | David Graf              | David Graf              | David Graf              | David Graf                            |
| Eric Lassard       | George Gaynes         | George Gaynes           | George Gaynes           | George Gaynes           | George Gaynes           | George Gaynes           | George Gaynes           | George Gaynes                         |
| Laverne Hooks      | Marion Ramsey         | Marion Ramsey           | Marion Ramsey           | Marion Ramsey           | Marion Ramsey           | Marion Ramsey           |                         |                                       |
| Henry J. Hurst     | George R. Robertson   | George R. Robertson     | George R. Robertson     | George R. Robertson     | George R. Robertson     | George R. Robertson     |                         | George R. Robertson                   |
| Debbie Callahan    | Leslie Easterbrook    |                         | Leslie Easterbrook      | Leslie Easterbrook      | Leslie Easterbrook      | Leslie Easterbrook      | Leslie Easterbrook      | Leslie Easterbrook                    |
| Thaddeus Harris    | G. W. Bailey          |                         |                         | G. W. Bailey            | G. W. Bailey            | G. W. Bailey            | G. W. Bailey            |                                       |
| Proctor            |                       | Lance Kinsey            | Lance Kinsey            | Lance Kinsey            | Lance Kinsey            | Lance Kinsey            |                         |                                       |
| Douglas Fackler    | Bruce Mahler (en)     | Bruce Mahler (en)       | Bruce Mahler (en)       |                         |                         | Bruce Mahler (en)       |                         |                                       |
| Bud Kirkland       |                       | Andrew Paris (de)       | Andrew Paris (de)       | Andrew Paris (de)       |                         |                         |                         |                                       |
| Carl Sweetchuck    |                       | Tim Kazurinsky          | Tim Kazurinsky          | Tim Kazurinsky          |                         |                         |                         |                                       |
| Zed                |                       | Bob Goldthwait          | Bob Goldthwait          | Bob Goldthwait          |                         |                         |                         |                                       |
| Chad Copeland      | Scott Thomson         |                         | Scott Thomson           | Scott Thomson           |                         |                         |                         |                                       |
| Kyle Blankes       | Brant von Hoffman     |                         | Brant von Hoffman       |                         |                         |                         |                         |                                       |
| Kathleen Kirkland  |                       | Colleen Camp            |                         | Colleen Camp            |                         |                         |                         | Colleen Camp (flash-back)             |
| Mauser             |                       | Art Metrano             | Art Metrano             |                         |                         |                         |                         |                                       |
| Tomoko Nogata      |                       |                         | Brian Tochi             | Brian Tochi             |                         |                         |                         |                                       |
| Thomas Conklin     |                       |                         |                         | Tab Thacker (en)        | Tab Thacker (en)        |                         |                         |                                       |
| Nick Lassard       |                       |                         |                         |                         | Matt McCoy (en)         | Matt McCoy (en)         |                         |                                       |

## Les personnages

### Les héros déjantés
Sergent Carey Mahoney
Interprété par Steve Guttenberg (films 1 à 4) et par Ron Rubin (série animée).
Promotion 1984 de la Midcity Police Academy de New York.
Après son instruction, il travaille dans un commissariat du 16e District de New York sous les ordres du Capitaine Lassard pour devenir ensuite Sergent instructeur de la Midcity Police Academy.
Mahoney est le héros des premiers films. C'est le jeune premier de la bande. Fidèle en amitié c'est aussi toujours le premier à jouer des mauvais tours lorsqu'on lui manque de respect. Il est allergique à l'uniforme et à la discipline.
Sergent Larvell Jones
Interprété par Michael Winslow (films 1 à 7 et série télévisée) et par Greg Morton (série animée).
Promotion 1984 de la Midcity Police Academy de New York.
Après son instruction, il travaille dans un commissariat du 16e District de New York sous les ordres du Capitaine Lassard pour une courte période car il est rappelé rapidement par Lassard pour devenir ensuite Sergent instructeur de la Midcity Police Academy avant le reste de l'équipe.
Monseigneur Larvell Jones, le "médecin personnel" de Mahoney, est un des plus iconoclaste de la bande. Il est capable d'imiter n'importe quel son avec sa bouche et est ceinture noire de karaté. C'est aussi le seul personnage qui apparait dans tous les films et dans les deux séries.
Sergent Eugene Tackleberry
Interprété par David Graf (films 1 à 7 et série télévisée épisode 22) et par Dan Hennessey (série animée).
Né en 1957. Promotion 1984 de la Midcity Police Academy de New York.
Après son instruction, il travaille dans un commissariat du 16e District de New York sous les ordres du Capitaine Lassard pour devenir ensuite Sergent instructeur de la Midcity Police Academy. Il est promu ensuite Capitaine.
Tackleberry est un véritable psychopathe obsédé par les armes et les motos. Une vraie tête brûlée. Il rencontre Kathleen Kirkland au commissariat du Capitaine Lassard et l'épouse dans le deuxième opus. Tackleberry est le plus décoré de tous les membres de l'académie.
Lieutenant Moses Hightower
Interprété par Bubba Smith (films 1 à 6 et série télévisée épisode 19) et par Greg Morton (série animée).
Promotion 1984 de la Midcity Police Academy de New York.
Après son instruction, il travaille dans un commissariat du 16e District de New York sous les ordres du Capitaine Lassard pour devenir ensuite Sergent instructeur de la Midcity Police Academy. Hightower est grand, très grand. Aussi impressionnant que gentil.
En 1997, une cérémonie en son honneur est célébrée à l'académie où il a officié.
Sergent Laverne Hooks
Interprété par Marion Ramsey (films 1 à 6) et par Denise Pidgeon (série animée).
Promotion 1984 de la Midcity Police Academy de New York.
Après son instruction, elle travaille dans un commissariat du 16e District de New York sous les ordres du Capitaine Lassard pour devenir ensuite Sergent instructeur de la Midcity Police Academy. Une voix fluette et une personnalité attachante, Hooks a aussi plus d'un tour dans son sac.
Sergent Douglas Fackler
Interprété par Bruce Mahler (en) (films 1 à 3 et 6).
Promotion 1984 de la Midcity Police Academy de New York.
Le gaffeur de la bande. Ses gaffes provoquent des catastrophes aux proportions astronomiques. Après son instruction, il travaille dans un commissariat du 16e District de New York sous les ordres du Capitaine Lassard pour devenir ensuite Sergent instructeur de la Midcity Police Academy.
Capitaine Debbie Callahan
Interprété par Leslie Easterbrook (films 1, 3 à 7 et série télévisée épisode 6) et par Denise Pidgeon (série animée).
Sergent instructrice de la Midcity Police Academy de New York. Une bimbo doublée d'une dominatrice. Elle sera promue Lieutenant instructrice dans le troisième film et Capitaine dans le septième film.

### Les second couteaux
Officier Carl Sweetchuck
Interprété par Tim Kazurinsky (films 2 à 4) et par Howard Morris (série animée).
Promotion 1986 de la Midcity Police Academy de New York. Après son instruction, il devient lui-même instructeur de la Midcity Police Academy. Sweetchuck est un commerçant peureux (il tient un magasin de luminaires) qui se fait racketter par la bande de Zed. Il fait un peu penser à Fackler par sa maladresse. Il décide de devenir policier dans le troisième opus. Lui et Zed forment un duo comique.
Officier Zed McGlunck
Interprété par Bob Goldthwait (films 2 à 4) et par Dan Hennessey (série animée).
Ancien chef des Cradocks. Promotion 1986 de la Midcity Police Academy de New York. Après son instruction, il devient lui-même instructeur de la Midcity Police Academy.
Zed est un voyou complètement fou qui, dans le deuxième épisode, saccage et rackette le quartier du commissariat du 16e District. Il décide de devenir policier dans le troisième opus. Il forme avec Sweetchuck un vrai duo comique.
Officier Thomas "House" Conklin
Interprété par Tab Thacker (en) (films 4 et 5) et par Don Francks (série animée).
Promotion 1988 de la Midcity Police Academy de New York.
Après avoir suivi le programme spécial COP du Commandant Lassard, il décide de devenir policier. Il devient cadet de la Midcity Police Academy, puis officier.
C'est le policier le plus corpulent de la série Police Academy. Ce « fatboy » a connu Hightower dans le civil.
Officier Bud Kirkland
Interprété par Andrew Paris (de) (films 2 à 4).
Promotion 1986 de la Midcity Police Academy de New York. Après son instruction, il devient lui-même instructeur de la Midcity Police Academy.
C'est le frère du Sergent Kathleen Kirkland et donc beau-frère de Tackleberry.
Sergent Nick Lassard
Interprété par Matt McCoy (en) (films 5 et 6).
Sergent à Miami, il rejoint l'équipe de sergents instructeurs de la Midcity Police Academy de New York.
C'est le neveu du Commandant Lassard. Il reprend un peu le rôle du héros après le départ de Mahoney.
Sergent Kathleen Kirkland-Tackleberry
Interprété par Colleen Camp (films 2 et 4).
Policière du commissariat du 16e District de New York du Capitaine Lassard.
Kirkland est aussi fascinée par les armes que Tackleberry. C'est ce qui les rapproche lorsqu'il travaillent ensemble dans le même commissariat. Elle épouse Eugène dans le deuxième opus.

### Les autres Cadets
Cadet George Martínez
Interprété par Andrew Rubin (film 1).
Promotion 1984 de la Midcity Police Academy de New York.
Alias George Martín, le vrai-faux latin lover de la bande du premier opus. Il aura une aventure avec la pulpeuse Callahan.
Cadet Leslie Barbara
Interprété par Donovan Scott (film 1).
Promotion 1984 de la Midcity Police Academy de New York.
Corpulent et très timide, Barbara est toujours accompagné d'un chien très affectueux.
Cadet Karen Thompson
Interprété par Kim Cattrall  (film 1).
Promotion 1984 de la Midcity Police Academy de New York.
C'est la "jolie fille" et petite amie de Mahoney dans le premier opus.
Cadet Tomoko Nogata
Interprété par Brian Tochi (films 3 et 4).
Originaire de Tachikawa (Japon). Promotion 1986 de la Midcity Police Academy de New York.
Nogata est japonais et vient faire sa formation de policier pour étudier les méthodes américaines. Il aura une aventure avec la pulpeuse Callahan.
Cadet Karen Adams
Interprété par Shawn Weatherly (film 3).
Promotion 1986 de la Midcity Police Academy de New York. La jolie fille du troisième opus.
Cadet Fackler
Interprété par Debralee Scott (en) (films 1 et 3).
Promotion 1986 de la Midcity Police Academy de New York.
Il s'agit de l'épouse de Douglas Fackler. Elle est têtue autant que son mari est gaffeur.
Cadet Hedges
Interprété par David Huband  (film 3).
Seconde promotion de la Midcity Police Academy du commandant Lassard.
Cadet Kyle Connors
Interprété par Charlie Schlatter (film 7).
Promotion 1994 de la Midcity Police Academy de New York.
Après Mahoney et Nick Lassard, Kyle Connors reprend le rôle de jeune potache.
Cadet Richard Casey
Interprété par Matt Borlenghi (série télévisée).
Promotion 1997 de la Midcity Police Academy de New York.
Après Mahoney, Nick Lassard et Kyle Connors. Casey reprend le rôle de jeune potache leader. Il sort avec Annie Medford.
Cadet Dirk Tackleberry
Interprété par Toby Proctor (en) (série télévisée).
Promotion 1997 de la Midcity Police Academy de New York.
Dirk et son frère sont les neveux d'Eugène et sont aussi fêlés que lui.
Cadet Dean Tackleberry
Interprété par Jeremiah Birkett  (série télévisée).
Promotion 1997 de la Midcity Police Academy de New York.
Dean et son frère sont les neveux d'Eugène et sont aussi fêlés que lui.
Cadet Annie Medford
Interprété par Heather Campbell (en)  (série télévisée).
Promotion 1997 de la Midcity Police Academy de New York.
C'est la jolie fille de la série et la copine de Casey.
Cadet Lester Shane
Interprété par P. J. Ochlan (en) (série télévisée).
Promotion 1997 de la Midcity Police Academy de New York.
C'est le lèche-bottes de service de la série.
Cadet Alicia Conchita Montoya Cervantes
Interprété par Christine Gonzales (série télévisée).
Promotion 1997 de la Midcity Police Academy de New York.
Alicia est une latino-américaine au caractère bien trempé.
Cadet Luke Kackley
Interprété par Tony Longo (série télévisée).
Promotion 1997 de la Midcity Police Academy de New York.
C'est le meilleur pote de Casey à l'académie.

### Les peaux de vaches
Sergent Kyle Blankes
Interprété par Brant von Hoffman (films 1 et 3).
Promotion 1984 de la Midcity Police Academy de New York.
Il devient ensuite Sergent instructeur mais est un espion du Commandant Mauser. Le premier traitre du premier opus, l'âme noire de Harris ou de Mauser.
Sergent Chad Copeland
Interprété par Scott Thomson (films 1, 3 et 4).
Promotion 1984 de la Midcity Police Academy de New York.
Il devient ensuite Sergent instructeur mais est un espion du Commandant Mauser, ensuite il est muté dans un commissariat de quartier aux ordres du Capitaine Harris. L'autre traitre du premier opus. Il est aussi très raciste et déteste les délinquants.
Sergent Rusty Ledbetter
Interprété par Jarrod Crawford (série télévisée).
Sergent instructeur de la Midcity Police Academy de New York.
Ledbetter, à l'image de Harris et Mauser, est la peau de vache en chef de la série.
Lieutenant Carl Proctor
Interprété par Lance Kinsey (films 2 à 6) et par Don Francks (série animée).
Sergent du commissariat du 16e District de New York du Capitaine Lassard. Il suivra le Commandant Mauser pour devenir instructeur dans l'académie de police rivale de celle du Commandant Lassard.
Dans le troisième épisode il doit s'enfuir, nu, de l'hôtel où se tient le bal de la police et doit se réfugier dans un bar gay. Dans le quatrième épisode, il est promu Lieutenant dans un commissariat sous les ordres de Harris puis revient en tant qu'instructeur. Dans le sixième épisode, il est avec Harris au commissariat de Wilson Heights.
C'est l'âme damnée du Lieutenant Mauser. Le pire lèche-bottes de Police Academy. Il servira à partir du quatrième opus le Capitaine Harris. Il est très stupide et ses gaffes font presque toujours échouer les plans de Harris ou de Mauser. Il se fait souvent crier dessus par ses supérieurs.
Capitaine Thaddeus Harris
Interprété par G. W. Bailey (films 1 et 4 à 7) et par Len Carlson (série animée).
Lieutenant instructeur de la Midcity Police Academy de New York. Il est promu Capitaine d'un commissariat dans le quatrième opus puis revient en tant qu'instructeur. Dans le sixième épisode, il dirige le commissariat de Wilson Heights.
C'est le « méchant supérieur » dans la plupart des épisodes. Il est teigneux et ne supporte pas que l'on bafoue son autorité. Son pire ennemi reste le Sergent Mahoney, qui invente sans-cesse des plaisanteries, toutes plus humiliantes les unes que les autres, qui font enrager Harris, pour notre plus grand bonheur.
Commandant Mauser
Interprété par Art Metrano (films 2 et 3) et par Roberto Colombo (série animée).
Lieutenant du commissariat du 16e District de New York du Capitaine Lassard. Il dirigera ensuite sa propre académie de police, rivale de la Midcity Police Academy du Commandant Lassard.
C'est le bras droit du Capitaine Lassard. Il reprend la place du méchant supérieur dans les deuxième et troisième épisodes. Il est lui aussi victime des mauvaises plaisanteries de Mahoney et il tente souvent d'attirer les faveurs de ces supérieurs avec ses "méthodes de lèche-bottes" mais se fait souvent reprendre par le commissaire Hurst.

### Les grands chefs
Commandant Stuart Hefilfinger
Interprété par Joe Flaherty (série télévisée).
Commandant de la Midcity Police Academy de New York.
Le Commandant Hefilfinger reprend le poste laissé par le Commandant Lassard dans la série.
Commandant Eric Lassard
Interprété par George Gaynes (qui dit s'être inspiré de Jacques Tati pour créer ce rôle) (films 1 à 7 et série télévisée épisode 16) et par Tedd Dillon (série animée).
Commandant de la Midcity Police Academy de New York.
Complètement gâteux, Lassard est un extraterrestre. C'est à se demander comment il est devenu commandant de l'Académie de Police. Il tient une affection particulière pour un poisson rouge qui appartient à son frère, Pete.
Commissaire Henry J. Hurst
Interprété par George R. Robertson (films 1 à 6).
Supérieur en chef du commissariats et de l'académie de police de la ville de New York.
Le supérieur de tous les policiers. C'est lui qui donne les ordres. Il est carré et porté sur la hiérarchie et la discipline. Il doit sans cesse supporter les méthodes de lèche-bottes de Mauser ou de Harris.

### Autres personnages
Professor
Interprété par Howard Morris (série animée).
Capitaine Peter 'Pete' Lassard
Interprété par Howard Hesseman (film 2).
Capitaine d'un commissariat du 16e District de New York.
Il est le frère du commandant d'académie de police Eric Lassard. C'est un des rares personnages "normaux" de Police Academy.
Sergent Vinnie Schtulman
Interprété par Peter Van Norden (de) (film 2).
Sergent du commissariat du 16e District de New York du Captitaine Lassard.
Le type le plus sale de la série. Coéquipier de Mahoney.
Claire Mattson
Interprété par Sharon Stone (film 4).
Journaliste. La jolie fille du quatrième opus. C'est une journaliste qui enquête sur le programme COP du Commandant Lassard.
Lois Feldman
Interprété par Billie Bird (film 4).
Programme COP de la Midcity Police Academy du Commandant Lassard. Madame Feldman est une vieille dame très intéressée par l'auto-défense.
Arnie
Interprété par Brian Backer (en) (film 4).
Programme COP de la Midcity Police Academy du Commandant Lassard.
Arnie et Kyle sont deux voyous tout comme l'était Mahoney. C'est pour cela que ce dernier leur propose d'intégrer le programme COP.
Kyle
Interprété par David Spade (film 4).
Programme COP de la Midcity Police Academy du Commandant Lassard.
Arnie et Kyle sont deux voyous tout comme l'était Mahoney. C'est pour cela que ce dernier leur propose d'intégrer le programme COP.
Laura
Interprété par Corinne Bohrer (en) (film 4).
Programme COP de la Midcity Police Academy du Commandant Lassard. Elle est très admirative face à Zed et est touchée par sa sensibilité.